# Campeonato Europeo de Tiro con Arco al Aire Libre de 2006
El XIX Campeonato Europeo de Tiro con Arco al Aire Libre se realizó en Atenas (Grecia) entre el 12 y el 16 de septiembre de 2006 bajo la organización de la Unión Europea y Mediterránea de Tiro con Arco (EMAU) y la Federación Helénica de Tiro con Arco.
Las competiciones se realizaron en las instalaciones del Centro Olímpico Ecuestre Markopulo

## Resultados

### Masculino
| Evento                            | Oro                                                               | Plata                                                 | Bronce                                                      |
| --------------------------------- | ----------------------------------------------------------------- | ----------------------------------------------------- | ----------------------------------------------------------- |
| Arco recurvo individual (15.09)   | Magnus Petersson · Suecia                                         | Michael Frankenberg · Alemania                        | Piotr Piątek · Polonia                                      |
| Arco recurvo por equipo (16.09)   | Anton Prylepau · Mikalai Marusau · Siarhei Vitorski · Bielorrusia | Daniel Morillo · Felipe López · Andrés Gómez · España | Michele Frangilli · Ilario Di Buò · Marco Galiazzo · Italia |
| Arco compuesto individual (15.09) | Sébastien Brasseur Francia                                        | Stéphane Dardenne Francia                             | José Dúo · España                                           |
| Arco compuesto por equipo (16.09) | Anders Malm · Morgan Lundin · Magnus Carlsson · Suecia            | Goran Villi · Dario Gregeć · Darko Uidl · Croacia     | Paul Titscher · Stefan Griem · Thomas Hasenfuss · Alemania  |

### Femenino
| Evento                            | Oro                                                       | Plata                                                              | Bronce                                                                  |
| --------------------------------- | --------------------------------------------------------- | ------------------------------------------------------------------ | ----------------------------------------------------------------------- |
| Arco recurvo individual (15.09)   | Almudena Gallardo · España                                | Tatiana Borodai · Rusia                                            | Pia Lionetti · Italia                                                   |
| Arco recurvo por equipo (16.09)   | Alison Williamson Naomi Folkard Lana Needham Reino Unido  | Tetiana Berezhna · Tetiana Dorojova · Yuliya Lobzhenidze · Ucrania | Małgorzata Ćwienczek · Iwona Marcinkiewicz · Justyna Mospinek · Polonia |
| Arco compuesto individual (15.09) | Camilla Sømod Dinamarca                                   | Anne Laurila · Finlandia                                           | Amandine Bouillot Francia                                               |
| Arco compuesto por equipo (16.09) | Giorgia Solato · Assunta Atorino · Eugenia Salvi · Italia | Albina Loguinova · Sofia Goncharova · Anna Kazantseva · Rusia      | Amandine Bouillot Joanna Chesse Valérie Fabre Francia                   |

## Medallero
| Núm. | País        | Oro | Plata | Bronce | Total |
| ---- | ----------- | --- | ----- | ------ | ----- |
| 1    | Suecia      | 2   | 0     | 0      | 2     |
| 2    | Francia     | 1   | 1     | 2      | 4     |
| 3    | España      | 1   | 1     | 1      | 3     |
| 4    | Italia      | 1   | 0     | 2      | 3     |
| 5    | Bielorrusia | 1   | 0     | 0      | 1     |
| 5    | Dinamarca   | 1   | 0     | 0      | 1     |
| 5    | Reino Unido | 1   | 0     | 0      | 1     |
| 8    | Rusia       | 0   | 2     | 0      | 2     |
| 9    | Alemania    | 0   | 1     | 1      | 2     |
| 10   | Croacia     | 0   | 1     | 0      | 1     |
| 10   | Finlandia   | 0   | 1     | 0      | 1     |
| 10   | Ucrania     | 0   | 1     | 0      | 1     |
| 13   | Polonia     | 0   | 0     | 2      | 2     |
|      | TOTAL       | 8   | 8     | 8      | 24    |